# Ferrocarril de las montañas Nilgiri
El ferrocarril de las montañas Nilgiri es un ferrocarril de Tamil Nadu, India, construido por el Reino Unido en 1908 y operado inicialmente por Madras Railway. El ferrocarril sigue utilizando su flota de locomotoras de vapor.
En julio de 2005, Unesco incorporó el ferrocarril de las montañas Nilgiri como una extensión del ya Patrimonio de la Humanidad Ferrocarril Darjeeling del Himalaya, y el sitio pasó a llamarse "Ferrocarriles de montaña de la India". Tras cumplir los criterios necesarios para la incorporación se abandonaron los planes de modernización. Durante los últimos años las locomotoras diésel han tomado el relevo a las de vapor en el tramo comprendido entre Coonoor y Udhagamandalam. La población local y los turistas han solicitado locomotoras de vapor para realizar nuevamente este recorrido.